# Шапієв Абдулхакім Алібекович
Абдулхакім Алібекович Шапієв (каз. Абдулхаким Алибекович Шапиев; нар. 4 грудня 1983, Дагестан) —  казахський борець вільного стилю, бронзовий призер чемпіонату світу, дворазовий срібний призер чемпіонатів Азії, бронзовий призер Азійських ігор, учасник Олімпійських ігор.

## Життєпис
Боротьбою почав займатися з 1996 року.

## Спортивні результати на міжнародних змаганнях

### Виступи на Олімпіадах
| Змагання                    | Збірна    | Вагова категорія          | Місце |
| --------------------------- | --------- | ------------------------- | ----- |
| Літні Олімпійські ігри 2012 | Казахстан | вільна боротьба, до 74 кг | 9     |

### Виступи на Чемпіонатах світу
| Змагання                        | Збірна    | Вагова категорія          | Місце  |
| ------------------------------- | --------- | ------------------------- | ------ |
| Чемпіонат світу з боротьби 2006 | Казахстан | вільна боротьба, до 74 кг | 12     |
| Чемпіонат світу з боротьби 2007 | Казахстан | вільна боротьба, до 66 кг | 20     |
| Чемпіонат світу з боротьби 2010 | Казахстан | вільна боротьба, до 74 кг | Бронза |
| Чемпіонат світу з боротьби 2011 | Казахстан | вільна боротьба, до 74 кг | 5      |

### Виступи на Чемпіонатах Азії
| Змагання                       | Збірна    | Вагова категорія          | Місце  |
| ------------------------------ | --------- | ------------------------- | ------ |
| Чемпіонат Азії з боротьби 2008 | Казахстан | вільна боротьба, до 74 кг | 5      |
| Чемпіонат Азії з боротьби 2009 | Казахстан | вільна боротьба, до 74 кг | Срібло |
| Чемпіонат Азії з боротьби 2012 | Казахстан | вільна боротьба, до 74 кг | Срібло |

### Виступи на Азійських іграх
| Змагання           | Збірна    | Вагова категорія          | Місце  |
| ------------------ | --------- | ------------------------- | ------ |
| Азійські ігри 2006 | Казахстан | вільна боротьба, до 74 кг | Бронза |

### Виступи на Кубках світу
| Змагання                    | Збірна    | Вагова категорія          | Місце |
| --------------------------- | --------- | ------------------------- | ----- |
| Кубок світу з боротьби 2009 | Казахстан | вільна боротьба, до 74 кг | 8     |

### Виступи на інших змаганнях
| Змагання                                                      | Збірна    | Вагова категорія          | Місце  |
| ------------------------------------------------------------- | --------- | ------------------------- | ------ |
| Олімпійський кваліфікаційний турнір з боротьби 2008 (Варшава) | Казахстан | вільна боротьба, до 74 кг | Бронза |
| Золотий Гран-прі з боротьби 2010 (Тбілісі)                    | Казахстан | вільна боротьба, до 74 кг | Бронза |
| Золотий Гран-прі з боротьби 2010 (Баку)                       | Казахстан | вільна боротьба, до 74 кг | 7      |
| Турнір Алі Алієва 2011                                        | Казахстан | вільна боротьба, до 74 кг | 25     |
| Київський Міжнародний турнір з боротьби 2011                  | Казахстан | вільна боротьба, до 74 кг | 5      |
| Меморіал Вацлава Циолковського 2012                           | Казахстан | вільна боротьба, до 74 кг | 8      |
| Henri Deglane Challenge 2015                                  | Казахстан | вільна боротьба, до 74 кг | Золото |
| Меморіал Вацлава Циолковського 2016                           | Казахстан | вільна боротьба, до 74 кг | Бронза |
| Гран-прі Німеччини з боротьби 2016                            | Казахстан | вільна боротьба, до 74 кг | 11     |